# Niekrasowka (obwód orłowski)
Niekrasowka (ros. Некрасовка) – wieś (dieriewnia) w Rosji, w obwodzie orłowskim, w rejonie orłowskim. W 2010 liczyła 1341 mieszkańców.